# Santena
Santena (piemonti nyelven Santna) kisváros Olaszországban, a Piemont régióban, Torino megyében.

## Földrajz
Santena Torinótól délkeletre a Pó-síkságon helyezkedik el, a Pó jobb oldalán. A várost a Banna folyó osztja ketté.

## Látványosságok
- Santi Apostoli Pietro e Paolo plébániatemplom: neobarokk stílusban épült az 1920-as években. Lépcsőzete alatt egy, a lourdes-i kegyhelyet imitáló barlang került kialakításra.
- Cavour-kastély: 1712 és 1720 között épült, Piemont egyik legfontosabb kastélya, szomszédságában egy 23 hektáros angolkerttel.

## Képek

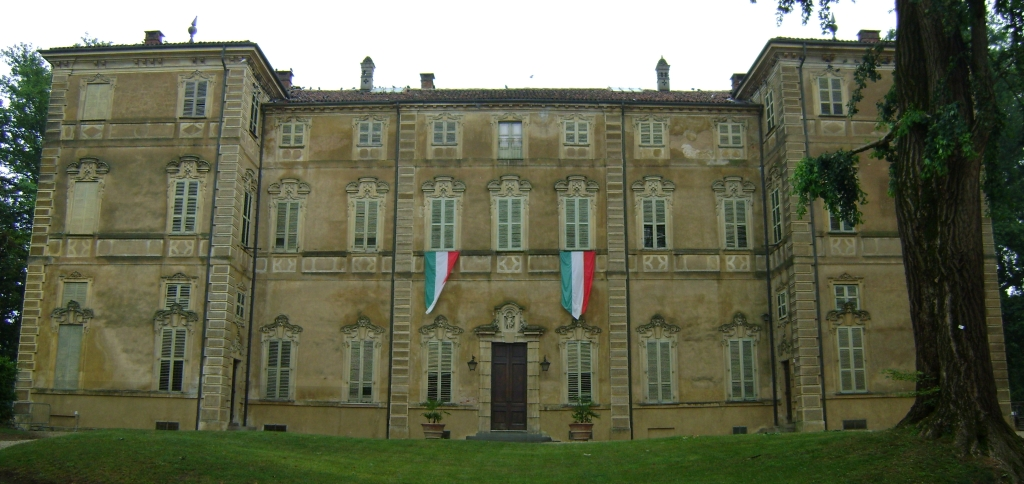
Santena kastélya
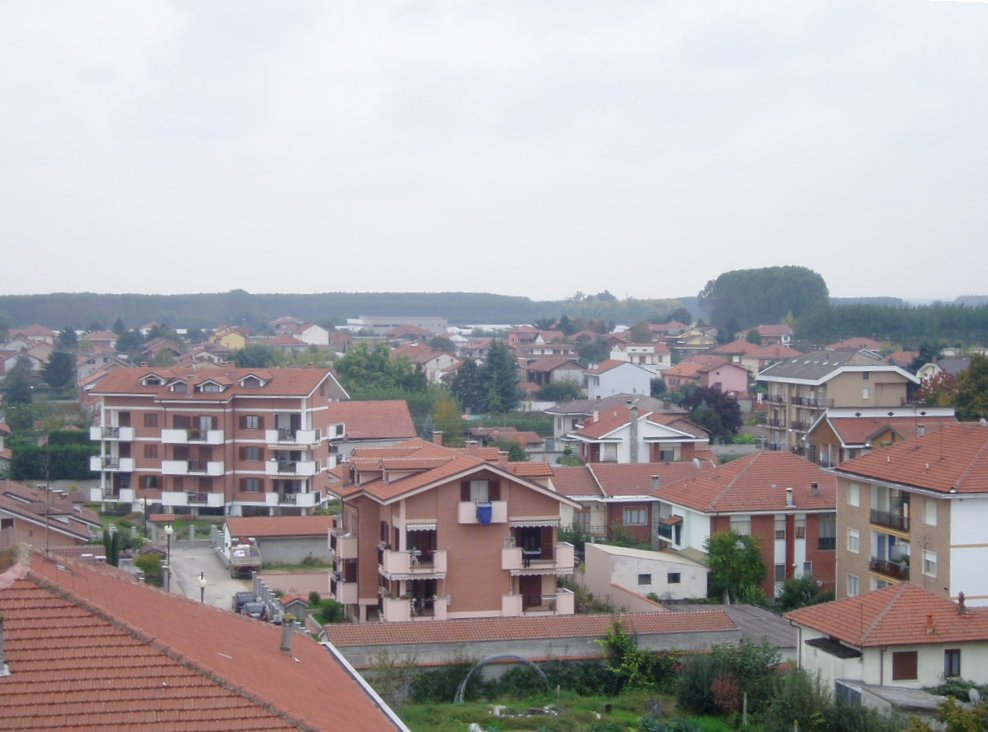
Santena a magasból
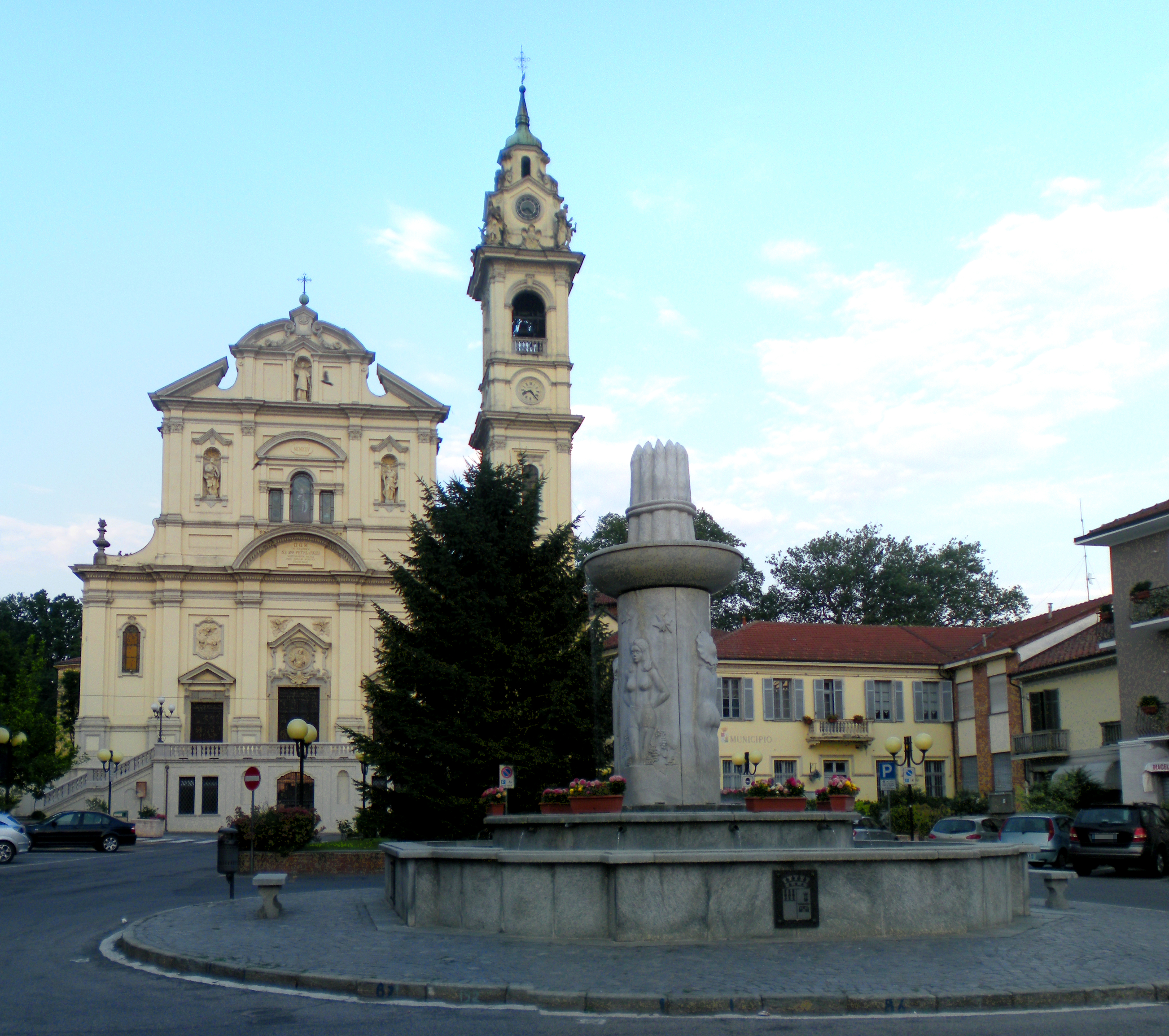
A Szent Péter és Pál plébániatemplom, előtte A szabadság mártírjainak tere